# Walverdes
Walverdes é uma banda de rock de Porto Alegre formada por Gustavo "Mini" Bittencourt (guitarra e vocal), Marcos Rubenich (bateria), Patrick Magalhães (baixo e vocal) e Julio Porto (guitarra).
A banda, que já foi descrita na revista Trip como "o melhor power-trio nacional" , é uma das principais representantes do cenário de rock independente brasileiro, ao lado de Mechanics, Retrofoguetes, Pata de Elefante, Hang The Superstars, Wry, Forgotten Boys e outros.
Mudhoney, MC5, Nirvana, The Stooges, Black Sabbath, The Who, Rocket From The Cript, Supergrass são sempre citados pelos integrantes como influências principais na construção do som do Walverdes. Além disso, nos últimos anos, o trio aproximou seu som do peso do stoner rock de Queens of the Stone Age e Nebula.
Em 28 de setembro de 2006, a banda participou pela primeira vez do Video Music Brasil—festa anual organizada pela MTV Brasil para premiar os melhores videoclipes exibidos pela emissora --, concorrendo na categoria de Melhor Videoclipe Independente com o clipe de "Seja Mais Certo".
No final de 2010, a banda lançou Breakdance, o sexto álbum. Produzido por Julio Porto, ex-guitarrista da Ultramen, o disco mostra uma banda ainda pesada e coesa, mas com uma abordagem mais minimalista. “Breakdance” soma 23 minutos que parecem resgatar o melhor dos dois álbuns anteriores, o violento “Playback” (2005) e o intenso “Anticontrole” (2002). As canções são curtas e densas. O som está mais limpo e minimalista, mas os riffs parecem serras elétricas. A produção traz influências do background dub e reggae de Porto, gêneros também admirados pelos integrantes da banda.

## História

### Amigos e vizinhos
Criada no ano de 1993 no bairro Menino Deus, em Porto Alegre, a banda formou-se ao redor de um núcleo de amigos e vizinhos com gostos musicais semelhantes. Mini e Marcos são os únicos remanescentes da formação original, que contava ainda com Luís Felipe Péres (baixo) e Luís Fernando (guitarra).
Em abril de 1993, gravam sua primeira demo em fita cassete, Lucky Strike Skywalker. Em agosto do mesmo ano, fazem sua primeira apresentação em uma casa noturna do circuito underground da capital gaúcha, o Garagem Hermética.
Em janeiro de 1994, com a saída de Luís Fernando, Mini assume as guitarras sozinho, quando gravam, novamente em fita cassete, Ogânza Bizáza. Em julho, surge o terceiro registro, mais uma demo em cassete: Vai, Criança, Faz a Tua Arte. Em 1995, gravam Walverdes, demo-tape considerada pela banda o registro onde o som característico começa a nascer. "Ela [a demo-tape] é bem o embrião do tipo de som que a gente faz agora. Mais garageiro, mais fuzztone e menos overdrive.", escreveu Mini em 2001.

### O primeiro álbum
Em 1996, a banda incorpora Giancarlo Morelli como segundo guitarrista e Bruno Badia assume o baixo após a saída de Felipe, às vésperas da gravação do primeiro CD, Walverdes (Barra Lúcifer Records).
Lançado apenas em 1997, o álbum coloca o nome Walverdes pela primeira vez nas páginas de um jornal de circulação nacional: "Depois de tanto tempo, procurando pelo caminho da imitação, o Brasil descobriu sua legítima banda grunge, a altura das estrangeiras", dizia a resenha de O Estado de S. Paulo.
Como quarteto gravam ainda em janeiro de 1997 mais uma fita demo: Walverdes ao Vivo no Japão. Em abril de 2000, sai através do selo goiano Monstro Discos o EP 90°. Gravado em duas sessões, uma em setembro de 1998 (instrumental) e outra em outubro de 1999 (vocais e mixagens), 90° é o primeiro disco a ganhar distribuição nacional.

### Formação atual
Logo após o lançamento de 90°, Morelli sai da banda, que volta ao formato power-trio. Gravam, em 2001, Anticontrole, que conta com a participação de Pedro Damásio (percussão) e Júlio Porto (guitarra), ambos da banda porto-alegrense Ultramen. Deste álbum sai o primeiro videoclipe da banda: "Anticontrole", dirigido por Cláudio Veríssimo. Ao final das gravações, Badia abandona os Walverdes para ir morar na Nova Zelândia. Patrick Magalhães, amigo pessoal de Badia, assume a vaga por indicação sua. Com o novo baixista, tomam a formação atual e saem em turnê com a banda californiana de stoner rock Nebula, com quem tocam em cidades de São Paulo, Goiás e Paraná.
Anticontrole é lançado em 2002, e é recebido pela imprensa com críticas positivas: "O melhor power-trio nacional", (Trip); "rock visceral e barulhento, sem a menor afetação, cheio de guitarras distorcidas, baixo eficiente e bateria incansável, que vai ficando mais rápido e mais urgente a cada faixa" (Zero Hora); "rock de garagem barulhento" (Folha de S.Paulo); "pesado, direto, divertido e potente, feito especialmente para quem acha que só os gringos são capazes disso" (revista Zero).
Em 2004 gravam Demasiada Seqüela, uma sessão ao vivo no estúdio de reggae, dub e funk lançada de modo independente em CD-R caseiro.
Ainda em 2004, começam as gravações de um novo álbum: Playback. Depois de registrarem parte das músicas em sistema analógico e parte em digital, descontentes com o resultado, abortam o projeto e partem para uma regravação completa em formato digital. O disco fica pronto no início de 2005, mas só é lançado em setembro daquele ano pela recém criada gravadora paulista Mondo 77. Playback recebe indicação para o prêmio Dynamite de Música Independente de 2005 na categoria Melhor Álbum de Rock.
Em abril de 2006, apresentam-se no festival Campari Rock, em Atibaia (SP), na mesma noite que os norte-americanos do Mission Of Burma e e os britânicos do Supergrass. Em julho, lançam o primeiro videoclipe do novo álbum para a música "Seja Mais Certo". O trabalho, também dirigido por Veríssimo, recebe indicação ao prêmio de Melhor Videoclipe Independente de 2006 da MTV Brasil. A partir de 2008, quando começam a trabalhar em um novo álbum, Júlio Porto passa a participar das apresentações ao vivo. Embora as aparições de Porto sejam frequentes e tenham se estendido por mais de ano, nunca houve um anúncio oficial sobre sua participação na banda. Porto abandona a banda em 2009 para voltar oficialmente em 2012. Ele também é produtor do mais recente álbum, Breakdance.

## Curiosidades
- O nome Walverdes é uma citação ao filme Comando Para Matar (Commando, 1985). Nele, Arnold Schwarzenegger interpreta um coronel aposentado que vê sua filha ser seqüestrada por um ex-ditador latino-americano da fictícia República de Valverde.

- Em 1999, sob o nome Chulé de Coturno, Marcos, Bruno e Giancarlo formaram a banda de apoio de Wander Wildner, com quem gravaram o álbum Buenos Dias e excursionaram pelo país.

- Duas câmeras digitais registraram o show de lançamento de Playback, em 9 de setembro de 2005, no Garagem Hermética, em Porto Alegre. As imagens captadas estão guardadas e devem virar um DVD.

## Formações
1993
- Gustavo Mini Bittencourt (guitarra e vocal)
- Marcos Rubenich (bateria)
- Luis Felipe Péres (baixo)
- Luis Fernando (guitarra)

1994-1996
- Gustavo Mini Bittencourt (guitarra e vocal)
- Marcos Rubenich (bateria)
- Luis Felipe Péres (baixo)

1996-1997
- Gustavo Mini Bittencourt (guitarra e vocal)
- Marcos Rubenich (bateria)
- Giancarlo Morelli (guitarra)
- Luis Felipe Péres (baixo

1997-2000
- Gustavo Mini Bittencourt (guitarra e vocal)
- Marcos Rubenich (bateria)
- Giancarlo Morelli (guitarra)
- Bruno Badia (baixo)

2000-2001
- Gustavo Mini Bittencourt (guitarra e vocal)
- Marcos Rubenich (bateria)
- Bruno Badia (baixo)

2001 a 2007
- Gustavo Mini Bittencourt (guitarra e vocal)
- Marcos Rubenich (bateria)
- Patrick Magalhães (baixo)

2007 a 2008
- Gustavo Mini Bittencourt (guitarra e vocal)
- Marcos Rubenich (bateria)
- Patrick Magalhães (baixo)
- Julio Porto (guitarra)

2009 a 2011
- Gustavo Mini Bittencourt (guitarra e vocal)
- Marcos Rubenich (bateria)
- Patrick Magalhães (baixo)

2012-atualmente
- Gustavo Mini Bittencourt (guitarra e vocal)
- Marcos Rubenich (bateria)
- Patrick Magalhães (baixo)
- Julio Porto (guitarra)

## Discografia

### Álbuns de estúdio
- Walverdes (1997)
- 90º (2000)
- Anticontrole (2002)
- Demasiada Seqüela (2004)
- Playback (2005)
- Breakdance (2010)
- Repuxo (2016)

### Álbuns ao vivo
- Ao Vivo @ Asteroid (Novembro de 2011)

### Demos
- Lucky Strike Skywalker (Independente)  (Abril de 1993)
- Ogânza Bizáza (Independente) (Janeiro de 1994)
- Vai, Criança, Faz a Tua Arte (Independente) (Julho de 1994)
- Walverdes (Independente) (1995)
- Walverdes Ao Vivo no Japão (Independente) (Janeiro de 1997)

### Coletâneas
- Um chute na oreia! (Fast’n Loud) (1994)
- Segunda Sem Ley (Excelente Discos) (1995)
- Na Cara (Lona Records) (1995)
- Controle (Estelar)
- Monstro Hits (Monstro Discos)
- Loco Gringos Have a Party (Válvula Discos) (2004)
- Ainda Somos Inúteis: Tributo ao Ultraje a Rigor (Monstro Discos/Migué Records) (2005)

## Videografia
Clipes
| Ano  | Título            | Diretor(es)       |
| ---- | ----------------- | ----------------- |
| 2004 | "Anticontrole"    | Claúdio Veríssimo |
| 2006 | "Seja Mais Certo" | Claúdio Veríssimo |

## Covers
A banda toca casualmente estes covers em seus shows
- "No Fun" (The Stooges)
- "Suck You Dry" (Mudhoney)
- "Into The Drink" (Mudhoney)
- "Sweet Leaf" (Black Sabbath)
- "Festa Punk" (Replicantes)
- "Bete Balanço" (Barão Vermelho)
- "Sturdy Wrist" (Rocket from The Crypt)
- "Blitzkrieg Bop" (Ramones)
- "Territorial Pissings" (Nirvana)
- "Breed" (Nirvana)
- "Love For Sale" (Talking Heads)